# سیارک ۲۶۴۲
سیارک ۲۶۴۲ (به انگلیسی: 2642 Vesale، نامگذاری:1961RA) دو هزار و ششصد و چهل و دومین سیارک کشف شده‌است که در ۱۴ سپتامبر ۱۹۶۱ کشف شد.
قدر مطلق سیارک برابر ۱۲٫۷۰ است.